# Stanislav
Stanislav je mužské křestní jméno slovanského původu, odvozené od slova stan, tj. „pevnost“ („stanoviště“, „tábor“). Význam jména se vykládá jako „upevni slávu“, „získávající slávu vytrvalostí“. Podle českého kalendáře má svátek 7. května, dříve i 13. listopadu. Ženskou variantou jména je Stanislava.

## Statistické údaje
Následující tabulka uvádí četnost jména v ČR a pořadí mezi mužskými jmény ve srovnání dvou roků, pro které jsou dostupné údaje MV ČR – lze z ní tedy vysledovat trend v užívání tohoto jména:
| Rok        | Četnost | Pořadí | Změna četnosti | Změna pořadí |
| 1999       | 80 474  | 18.    |                |              |
| 2002       | 78 311  | 18.    | −2163          | ±0           |
| 2006       | 74 126  | 21.    | −4185          | −3           |
| 1. 5. 2009 | 71 277  | 21.    | -2849          | ±0           |
| 2016       | 61 889  | 25.    | -9388          | -4           |

Změna procentního zastoupení tohoto jména mezi žijícími muži v ČR (tj. procentní změna se započítáním celkového úbytku mužů v ČR za sledované tři roky 1999-2002) je -2,0 %.

## Známí nositelé jména

### Svatí a blahoslavení
- sv. Stanisław I. ze Szczepanowa
- sv. Stanislav Kostka

### Ostatní
- Estanislao Basora – španělský fotbalista
- Stanisław Bułak-Bałachowicz – polský a běloruský generál
- Stanislav Brückner – český holubář
- Stanislav Daněk – český folkový a trampský zpěvák a písničkář (Wabi Daněk)
- Stanislas Dehaene – francouzský psycholog a neurovědec
- Stanislas de Guaita – básník symbolista, markýz, okultista, hermetik, martinista, zakladatel a velmistr řádu Rose-Croix-Cabbalistique (1882)
- Stanislav Devátý – český advokát a bývalý disident
- Stanisław Dziwisz – krakovský arcibiskup
- Estanislao Escalante Barreto – argentinský pedagog, advokát a profesor
- Estanislao Figueras – španělský politik
- Stanislav Griga – slovenský fotbalista
- Stanislav Gross – český politik
- Stanislav Havlíček – farmaceut, prezident České lékárnické komory, účastník misí Lékařů bez hranic, spisovatel
- Stanislav Hencl – český matematik, profesor MFF UK
- Stanislav Hložek – český zpěvák
- Stanislav Huml – český policista a politik
- Stanislaus Joyce - irský učitel, učenec, diarista a spisovatel
- Stanislav Karasi - jugoslávský fotbalista
- Estanislao Karlic – argentinský katolický kněz
- Estanislao Kocourek – argentinský architekt
- Stanislav Komárek – český biolog a filozof
- Stanisław Konarski – polský pedagog, reformátor, politolog, básník dramaturg
- Stanislav Kostka Neumann – český básník a novinář
- Stanislas Leibler – molekulární biolog a teoretický fyzik
- Stanisław Lem – polský spisovatel
- Estanislao Loayza – chilský boxer
- Estanislao López – argentinský vojevůdce a guvernér provincie Santa Fe
- Estanislao Marín – herec
- Stan Mikita – slovenský hokejista
- Stanislas Merhar – francouzský herec
- Stanislav Moša – ředitel Městského divadla Brno
- Estanislao Portales Larraín – chilský politik a advokát
- Stanislav Reiniš – český spisovatel
- Stanislav Remunda – český herec a režisér
- Estanislao Rendón – venezuelský advokát, novinář a dirigent
- Estanislao Struway – paraguayský fotbalista
- Stanislav Šárský – český herec
- Stanislav Ševeček – český nástrojař
- Stanislav Tecl – český fotbalista
- Estanislao Vayreda y Vila – španělský botanik a ornitolog
- Stanislav Vlček – český fotbalista
- Stan Wawrinka – švýcarský tenista
- Stanislav Zindulka – český herec
- Estanislao Zuleta – kolumbijský filosof, spisovatel a pedagog

## Stanislav jako příjmení
- František Stanislav – československý politik